# David (Panama)
San José de David o semplicemente David è una città di Panama, capitale della Provincia di Chiriquí. La città è la terza per area urbana del paese dopo la capitale Panama e Colón.
È la città con il minor tasso di povertà del paese, infatti tutte le famiglie hanno i servizi base come l'acqua potabile, l'elettricità.
La lingua ufficiale è lo spagnolo, è il centro economico più importante della provincia. La città di David fu fondata dagli spagnoli nel 1602.